# Kim Pan-gon
Kim Pan-gon (kor. 김판곤) (ur. 1 maja 1969 w Chinju) – były koreański piłkarz a obecnie trener piłkarski klubu South China AA oraz reprezentacji Hongkongu w piłce nożnej.